# Американський університет у Болгарії
Американський університет у Болгарії, скорочено АУБГ (англ. American University in Bulgaria, AUBG, болг. Американски университет в България, АУБ) — приватний університет, розташований у Благоєвграді, Болгарія. В АУБГ впроваджена традиційна освітянська американська модель вільних мистецтв. Студенти поєднують навчання і проживання у сучасному університетському комплексі. Навчання проводиться на англійській мові. Заснований у 1991 році, і на даний момент в університеті навчаються 1100 студентів з 45 країн. Близько 60 % студентів є іноземцями.

## Історія
АУБГ був заснований у 1991 році спільними зусиллями урядів Республіки Болгарія і США з метою створення навчального закладу для освіти громадян спроможних прийняти виклик перетворення Південно-Східної Європи, будуючи суспільство на засадах демократії, підприємницької ініціативи, громадянської відповідальності, а також глибокого розуміння культурного різноманіття.
На кінець 2012 року дві треті студентів університет були вихідцями не з Болгарії. Румунія, Північна Македонія, Сербія, Албанія, Україна, Монголія, Грузія, Молдова, Росія, Казахстан, Іспанія та США — країни, які найчастіше представлені в АУБГ.
Станом на травень 2012, з АУБГ випустилось 3400 студентів.

## Місія
Місією університету є виховання студентів з виключним потенціалом в суспільстві, цінностями якого є академічна досконалість, національна й етнічна різноманітність, взаємоповага, та підготовка їх до демократичного й етичного лідерства задля користі для регіону та світу. АУБГ виконує свою місію, забезпечуючи понад 5 млн доларів на стипендії та фінансову допомогу для відмінних студентів з регіону та всього світу (станом на осінній семестр 2012 року).
Університет має три основні джерела фінансування: постійні вкладення (у більшості від Агентства США з міжнародного розвитку та Інституту «Відкрите суспільство»), приватні та корпоративні дарувальники та плата за навчання.

## Акредитація
Американський університет у Болгарії акредитовано як у Болгарії, так і в США. АУБГ отримав свою акредитацію в США від New England Association of Schools and Colleges. Університет видає європейський дипломний додаток (Europass), який автоматично визнає диплом АУБГ у всій Європі.

## Академічні програми
В університеті впроваджена традиційна освітянська американська модель вільних мистецтв. Навчання вирізняється невеликими групами студентів (близько 23), близьким контактом з викладачем у класі, як і в прийомні години, так і в неформальній обстановці. Близько половини студентів закінчують АУБГ з двома спеціальностями, у цей час деякі студенти отримують одну спеціальність і одну підспеціальність, які вони вибирають з-поміж 13 представлених в АУБГ.
АУБГ тісно співпрацює з університетами в Болгарії та закордоном. Студенти можуть провести семестр або цілий рік в одному з американських університетів по програмі обміну International Student Exchange Programs (ISEP). У межах Європи АУБГ підтримує партнерські зв'язки з програмою «Еразмус», і співпрацює з близько 50 європейськими університетами.

### Бакалаврські програми
АУБГ пропонує бакалаврські програми з 10 спеціальностей:
- американістика
- ділове адміністрування[en]
- економіка[en]
- європеїстика
- журналістика[en] і масові комунікації
- інформаційні системи
- історія та цивілізації
- комп'ютерні науки[en]
- математика[en]
- політологія та міжнародні відносини

### Магістрські програми
Крім свої бакалаврських програм з 2003 року АУБГ пропонує також магістрську програму ділового адміністрування. Навчання проходить у центрі освіти та культури «Ілієв» від АУБГ в Софії.

### Позадипломні програми
Університет пропонує широкий спектр програм сучасної освіти. На даний момент вони включають тренінги на урядовому рівні для участі в програмах ЄС, курси з бізнесу, підприємництва, комп'ютерних навичок й англійської мови.
Інститут англійської мови (ELI), що розташований у Благоєвграді, пропонує курси англійської мови усіх рівнів для студентів різних вікових категорій. Інститут сертифіковано як офіційний центр тестування TOEFL й SAT.

### Зарахування та стипендії
АУБГ зараховує студентів з високим потенціалом та різноманітними талантами, які відмінно навчаються в школами, показують високі результати на олімпіадах з математики, мовних та спортивних конкурсах, золотих медалістів та тих, які займаються суспільними роботами. Середній бал SAT серед студентів АУБГ у весняному семестрі 2012 року склав 1173 (секції «Читання» та «Математика»), що визначає АУБГ одним із найвимогливіших університетів у всьому світі.
АУБГ приймає студентів два рази на рік: восени та взимку.
Університет пропонує фінансову допомогу (з урахуванням фінансового стану сім'ї) та стипендії за високі академічні досягнення.